# 560-talet f.Kr.

## Händelser
- 568 f.Kr.
  - 7 september – Nebukadnessar II bestiger babyloniska tronen efter Nabopolassar.[1]
  - Nebukadnessar II anfaller Egypten.[1]
  - Ahmose II går i allians med Samos och Lidyen.[1]
  - Amtalqa efterträder sin bror Aspelta som kung av Kushanriket.
- 566 f.Kr. – Grekiska kolonisatörer grundar kolonin Aléria på Korsika.
- 564 f.Kr. – Chelbes blir kung av Tyros. Grekiska kolonisatörer grundar kolonin Alalia på Korsika.
- 563 f.Kr. – Hiram III blir kung av Tyros.
- 562 f.Kr. – Amel-Marduk efterträder Nebukadnessar II som kung av Babylon.
- 561/560 f.Kr. – Krösus blir kung av Lydien.
- 560 f.Kr.
  - Neriglissar efterträder Amel-Marduk som kung av Babylon.
  - Peisistratos intar Atens borgklippa Akropolis och utropar sig själv till tyrann. Han avsätts senare samma år.[2]
  - Kung Amasis av Egypten tillåter att Samos, Rhodos, Fokia med flera bedriver handel från ett grekiskt handelscentrum, beläget i Egypten.[2]

## Födda
- 563 f.Kr.
  - April – Siddhartha Gautama, senare känd som Gautama Buddha.[1] (född i Lumbini, Nepal). Hans mor, drottning Maya, dör vid födseln.
- 560 f.Kr Ibykus, grekisk poet från Rhegium.[2]

## Avlidna
- 562 f.Kr.
  - Oktober – Nebukadnessar II, kung av Babylon (omkring detta år).[1]
  - Sapfo, grekisk vislyriker.
- 560 f.Kr
  - Alyattes, kung i Lydien.[2]
  - Jojakim, judisk kung.[2]

### Fotnoter
1. 1 2 3 4 5  ”För 100 generationer sedan”. juni 1996-januari 2000. http://www.werbeka.com/bibliote/500tal/570bc.htm. Läst 18 juli 2011.
2. 1 2 3 4 5  ”För 100 generationer sedan”. juni 1996-januari 2000. http://www.werbeka.com/bibliote/500tal/560bc.htm. Läst 18 juli 2011.